# Ministerpräsident von Lettland
Der Ministerpräsident der Republik Lettland (lettisch Latvijas Republikas Ministru prezidents) ist der Regierungschef Lettlands, der dem lettischen Kabinett vorsteht. 
Er wird vom Präsidenten nominiert, muss jedoch die Unterstützung einer parlamentarischen Mehrheit in der Saeima, dem lettischen Parlament, erhalten können.